# Fases da Operação Lava Jato
As fases da Operação Lava Jato são as operações da Polícia Federal do Brasil que continuam após as ações de investigação iniciadas em 17 de março de 2014 com a deflagração da Operação Lava Jato.

- 2014
- 1
- 2
- 3
- 4
- 5
- 6
- 7
- 8
- 2015
- 9
- 10
- 11
- 12
- 13
- 14
- 15
- 16
- 17
- 18
- 19
- 20
- 21
- 2016
- 22
- 23
- 24
- 25
- 26
- 27
- 28
- 29
- 30
- 31
- 32
- 33
- 34
- 35
- 36
- 37
- 38
- 2017
- 39
- 40
- 41
- 42
- 43
- 44
- 45
- 46
- 47
- 2018
- 48
- 49
- 50
- 51
- 52
- 53
- 54
- 55
- 56
- 57
- 2019
- 58
- 59
- 60
- 61
- 62
- 63
- 64
- 65
- 66
- 67
- 68
- 69
- 70
- 2020
- 71
- 72
- 73
- 74
- 75
- 76
- 77
- 78
- 2021
- 79
- 80

- A Origem
- Abate
- Abate II
- Abismo
- Acarajé
- Ad infinitum
- Alerta Mínimo
- Aletheia
- Appium
- Arquivo X
- Asfixia
- Bidone
  - II
  - III
- Blackout
- BOEMAN
- Buona Fortuna
- Caça-Fantasmas
- Calicute
- Carbonara Chimica
- Carbono 14
- Casablanca
- Cobra
- Conexão Mônaco
- Corrosão
- Déjà vu
- Disfarces de Mamom
- Dolce Vita
- Dragão
- Erga Omnes
- Galeria
- Greenwich
- Integração
- Integração II
- Juízo Final
- Mapa da mina
- My Way
- Navegar é Preciso
- Nessum Dorma
- Óbolo
- Ombro a Ombro
- Omertà
- Paralelo
- Passe Livre
- Pentiti
- Piloto
- Pixuleco
- Pixuleco II
- Poço Seco
- Polimento
- Pseudéia
- Que país é esse?
- Quinto ano
- Radioatividade
- Repescagem
- Resta Um
- Rock city
- Sem Fronteiras
- Sem Fundos
- Sem Limites
  - II
  - III
  - IV
  - V
- Sothis
- Sothis II
- Sovrapprezzo
- Tango & Cash
- Triplo X
- Vernissage
- Vício
- Vitória de Pirro
- Xepa

## 2014

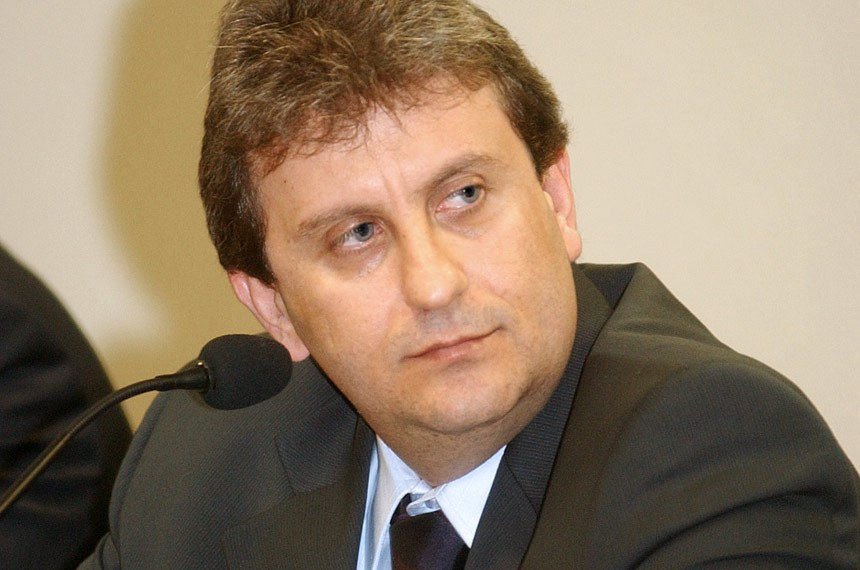
O doleiro Alberto Youssef foi alvo da primeira fase da operação.

1.ª fase (Lava Jato) — Em 17 de março de 2014, a Polícia Federal (PF) deflagrou a Operação Lava Jato com prisões temporárias e preventivas de dezessete pessoas em sete estados, entre elas o doleiro Alberto Youssef. Apreenderam-se cinco milhões de reais em dinheiro, 25 carros de luxo, joias, quadros e armas.

2.ª fase (Bidone) — Em 20 de março de 2014, a Polícia Federal deflagrou a Operação Bidone, cumprindo seis mandados de busca e um de prisão temporária, a do ex-diretor de Abastecimento da Petrobras Paulo Roberto Costa.

3.ª fase (Dolce Vita) — Em 11 de abril de 2014, a PF cumpriu dezesseis mandados de busca e apreensão, três de prisão temporária e seis de condução coercitiva.  Batizada ‘Dolce Vita’, a ação buscou reunir provas sobre a ligação de Paulo Roberto Costa com o doleiro Alberto Youssef, na empresa Ecoglobal Ambiental.  A empresa mantinha ao menos um contrato de 443 milhões de reais com a Petrobras. Suspeita-se de propina de 110 mil reais de Youssef para o deputado Luiz Argolo, depositando o dinheiro nas contas de um comerciante de gado (Júlio Gonçalves de Lima Filho) e de uma empresa de transporte (União Brasil Transporte e Serviços) a mando do deputado. Instalaram-se a CPI da Petrobras e a Comissão Parlamentar Mista de Inquérito (CPMI) da Petrobras no Senado.

4.ª fase (Casablanca) — Em 11 de junho de 2014, a PF deflagrou a Operação Casablanca, com um mandado de busca e um mandado de prisão preventiva contra Paulo Roberto Costa, preso novamente.

5.ª fase (Bidone II) — No dia 1º de julho de 2014, a operação batizada de "Bidone II", cumpriram-se sete mandados de busca, um mandado de prisão temporária e um de condução coercitiva. O executivo João Procópio Junqueira Pacheco de Almeida Prado foi preso em São Paulo, por gerenciar na Suíça contas do doleiro Youssef. Bloquearam-se 5 milhões de reais em contas na Suíça.

6.ª fase (Bidone III) — Em 22 de agosto de 2014, a PF deflagrou a fase "Bidone III", cumprindo no Rio de Janeiro 15 mandados de busca e apreensão e um de condução coercitiva.

7.ª fase (Juízo Final) — Em 14 de novembro de 2014, a PF deflagrou a Operação Juízo Final, mobilizando 300 policiais federais para cumprir 49 mandados de busca, seis de prisão preventiva, 21 de prisão temporária e nove de condução coercitiva, prendendo presidentes e diretores de grandes empresas do Brasil, como Construtora OAS, Iesa Óleo & Gás, Camargo Corrêa Construções, UTC Engenharia, Engevix e Construtora Queiroz Galvão.

## 2015
- 2014
- 1
- 2
- 3
- 4
- 5
- 6
- 7
- 8
- 2015
- 9
- 10
- 11
- 12
- 13
- 14
- 15
- 16
- 17
- 18
- 19
- 20
- 21
- 2016
- 22
- 23
- 24
- 25
- 26
- 27
- 28
- 29
- 30
- 31
- 32
- 33
- 34
- 35
- 36
- 37
- 38
- 2017
- 39
- 40
- 41
- 42
- 43
- 44
- 45
- 46
- 47
- 2018
- 48
- 49
- 50
- 51
- 52
- 53
- 54
- 55
- 56
- 57
- 2019
- 58
- 59
- 60
- 61
- 62
- 63
- 64
- 65
- 66
- 67
- 68
- 69
- 70
- 2020
- 71
- 72
- 73
- 74
- 75
- 76
- 77
- 78
- 2021
- 79
- 80

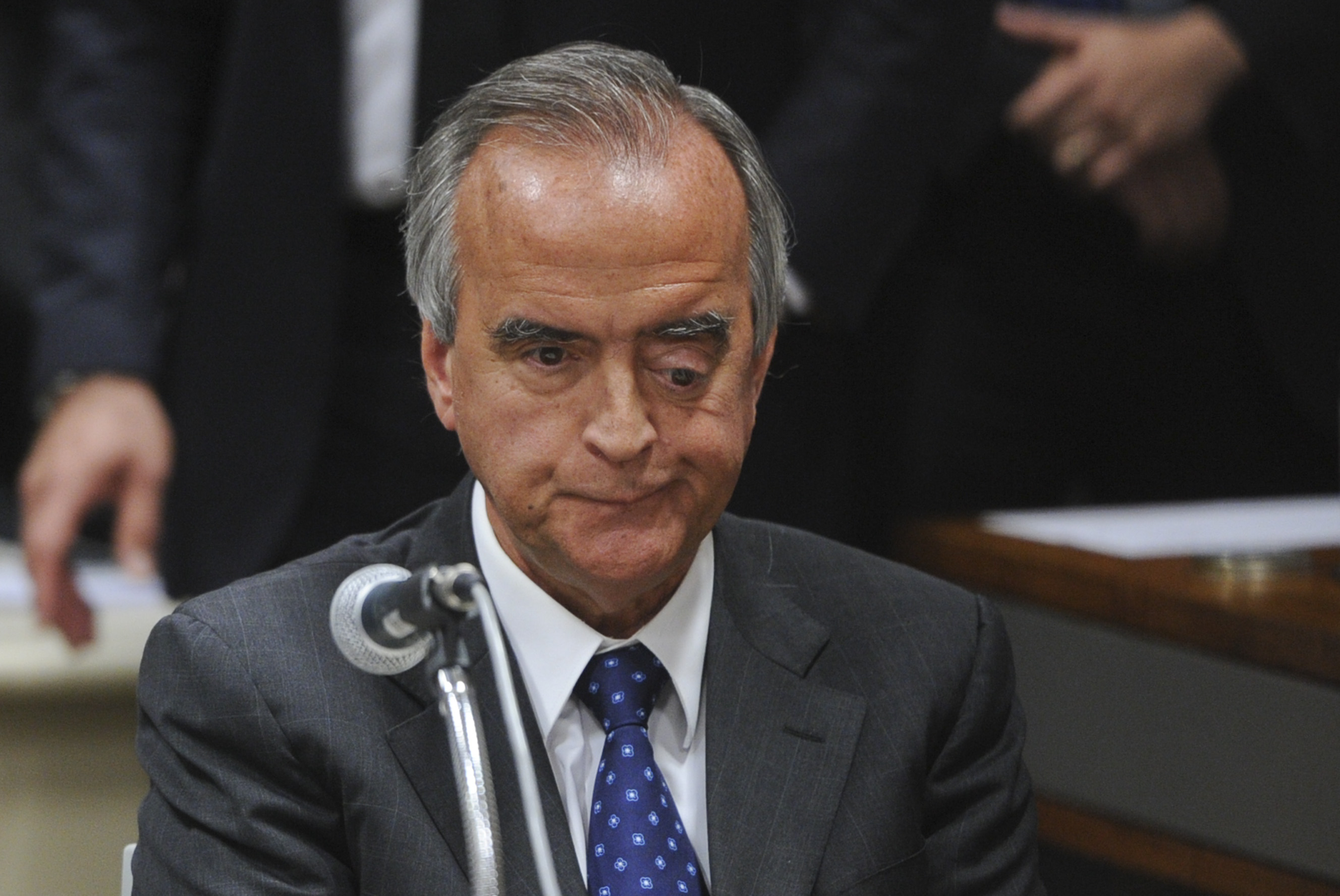
Nestor Cerveró, ex-diretor da Petrobras, foi preso na oitava fase.

8.ª fase — Em 14 de janeiro de 2015 a Polícia Federal (PF) cumpriu um mandado de prisão preventiva contra Nestor Cerveró, acusado de estar se desfazendo de patrimônio que poderia ter sido auferido ilicitamente. Cerveró foi detido ao desembarcar no Aeroporto Internacional Tom Jobim, na capital fluminense.

9.ª fase (My Way) — Em 5 de fevereiro de 2015 a PF desencadeou a nona fase ostensiva da Operação Lava-Jato, batizada de "My Way". Cumpriu 62 mandados de busca e apreensão, prisões temporárias e preventivas e conduções coercitivas, em quatro estados do Brasil, para colher elementos de investigação acerca de operadores que atuaram na intermediação no pagamento de vantagens ilícitas no âmbito da Petrobras. Colheram-se ainda indícios sobre o pagamento de vantagens ilícitas no âmbito da BR Distribuidora, subsidiária da Petrobras. Durante essa fase foram apreendidas na casa de Zwi Skornicki quarenta e oito obras de arte que foram levadas para o Museu Oscar Niemeyer. Apontou-se Zwi Skornicki como um dos operadores do esquema de corrupção.

10.ª fase (Que País é esse?) — Em 16 de março de 2015, cerca de 40 policiais federais cumpriram 18 mandados no Rio de Janeiro e em São Paulo. Denominou-se "Que país é esse?", em razão da frase que Renato Duque dirigiu a seu advogado ao ser preso pela Polícia Federal em novembro de 2014. O ex-diretor da Petrobras, Renato Duque, foi preso em casa no Rio de Janeiro, o empresário, Adir Assad, foi preso em São Paulo. Os presos foram levados para Curitiba. Em 27 de março de 2015, a Polícia Federal prendeu, em São Paulo, o empresário Dário Queiroz Galvão, sócio da Galvão Engenharia. No Rio de Janeiro foi preso o operador Guilherme Esteves de Jesus, um dos operadores investigados na My Way (9ª fase da Lava Jato), por pagar propina a mando do estaleiro Jurong. Os dois foram alvos de mandados de prisão preventiva sem prazo para expirar e foram levados para a sede da Policia Federal em Curitiba. Em 8 de abril de 2015, a justiça sequestrou 163,5 milhões de reais da empresa Queiroz Galvão, valor referente ao crédito de precatórios da empreiteira junto ao estado de Alagoas.

11.ª fase (A Origem) — Em 10 de abril de 2015, a PF deu início à fase denominada de "A Origem", cumprindo 32 mandados, sendo sete de prisão, 16 de busca e apreensão e 9 de condução coercitiva. Esta fase teve operações em seis estados: Paraná, Bahia, Ceará, Pernambuco, Rio de Janeiro e São Paulo. Foram presos nesta fase o ex-deputado federal André Vargas, Leon Vargas (irmão de André Vargas), o ex-deputado Luiz Argolo, Élia Santos da Hora (secretária de Argôlo), o ex-deputado federal Pedro Corrêa, Ivan Mernon da Silva Torres e Ricardo Hoffmann.

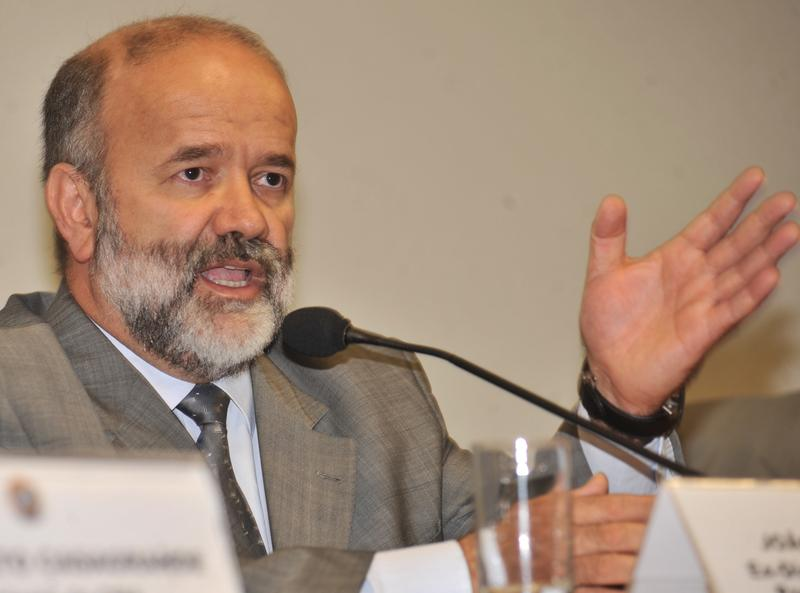
João Vaccari Neto foi preso na décima segunda fase da operação.

12.ª fase — Em 15 de abril de 2015, a PF cumpriu dois mandados de prisão, um de condução coercitiva e um de busca e apreensão em São Paulo. João Vaccari Neto, tesoureiro do PT, foi preso. A cunhada de Vaccari, Marice Correa de Lima ficou foragida até 17 de abril de 2015, e se entregou à policia. A esposa de Vaccari, Gisela Lima, teve mandado de condução coercitiva, sendo liberada após depoimento. A Polícia Federal encaminhou em 11 de maio de 2015, ao Ministério Público Federal (MPF), trinta indiciamentos contra 22 pessoas, investigadas na 11º fase, para apurar crimes de corrupção, fraude a licitações, lavagem de dinheiro e organização criminosa, entre outros.

13.ª fase — Em 21 de maio de 2015, a PF cumpriu a 13.ª fase da Operação Lava Jato nos estados de Minas Gerais, Rio de Janeiro e São Paulo. Cumpriram-se um mandado de prisão (Milton Pascowitch), um de condução coercitiva e quatro de busca e apreensão. Os mandados de busca e apreensão em São Paulo foram feitos na casa de José Adolfo Pascowitch, irmão de Milton Pascowitch. Os outros dois foram feitos um no Rio de Janeiro e outro em Minas Gerais. De acordo com o MPF, a empresa JD Consultoria, de José Dirceu, recebeu mais de 1,4 milhões de reais em pagamento da Jamp Engenheiros Associados Ltda, empresa que pertence a Milton Pascowitch.

14.ª fase (Erga Omnes) — Em 19 de junho de 2015, a PF deflagrou a fase da operação, com nome de "Erga Omnes", expressão em latim que significa "vale para todos". Os alvos foram as empreiteiras Odebrecht (atual Novonor) e Andrade Gutierrez. Prenderam-se na operação os presidentes da Odebrecht, Marcelo Odebrecht e da Andrade Gutierrez, Otávio Azevedo. Também prenderam-se os diretores da Odebrecht Marcio Faria, Rogério Araújo e Alexandrino Alencar. Cumpriram-se 38 mandados de busca, oito de prisão preventiva, quatro de prisão temporária e nove de condução coercitiva. Cumpriram-se os mandados judiciais em São Paulo, Rio de Janeiro, Minas Gerais e Rio Grande do Sul.

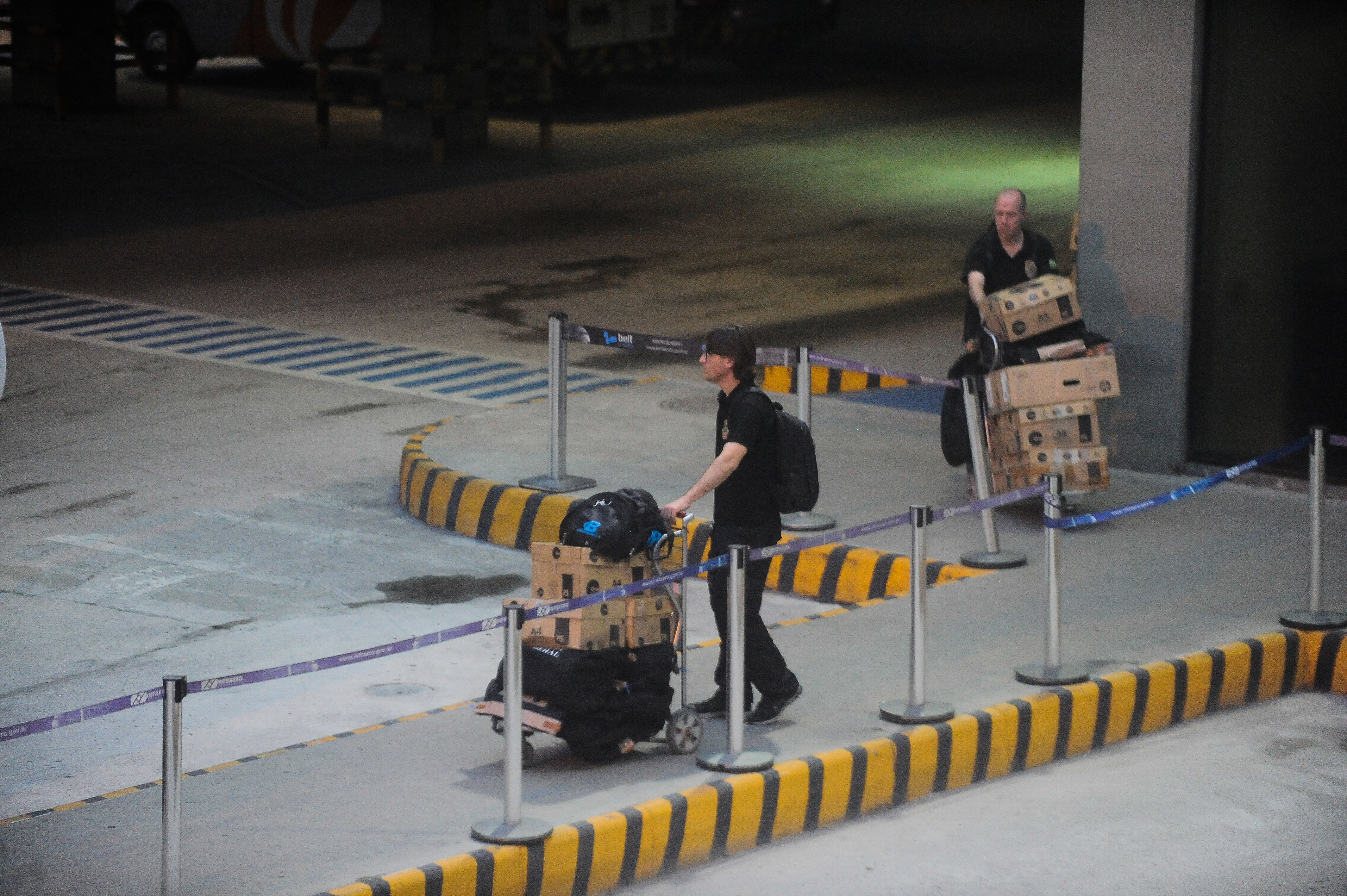
Policiais federais embarcam material apreendido na Eletronuclear, na Operação Radiotividade.

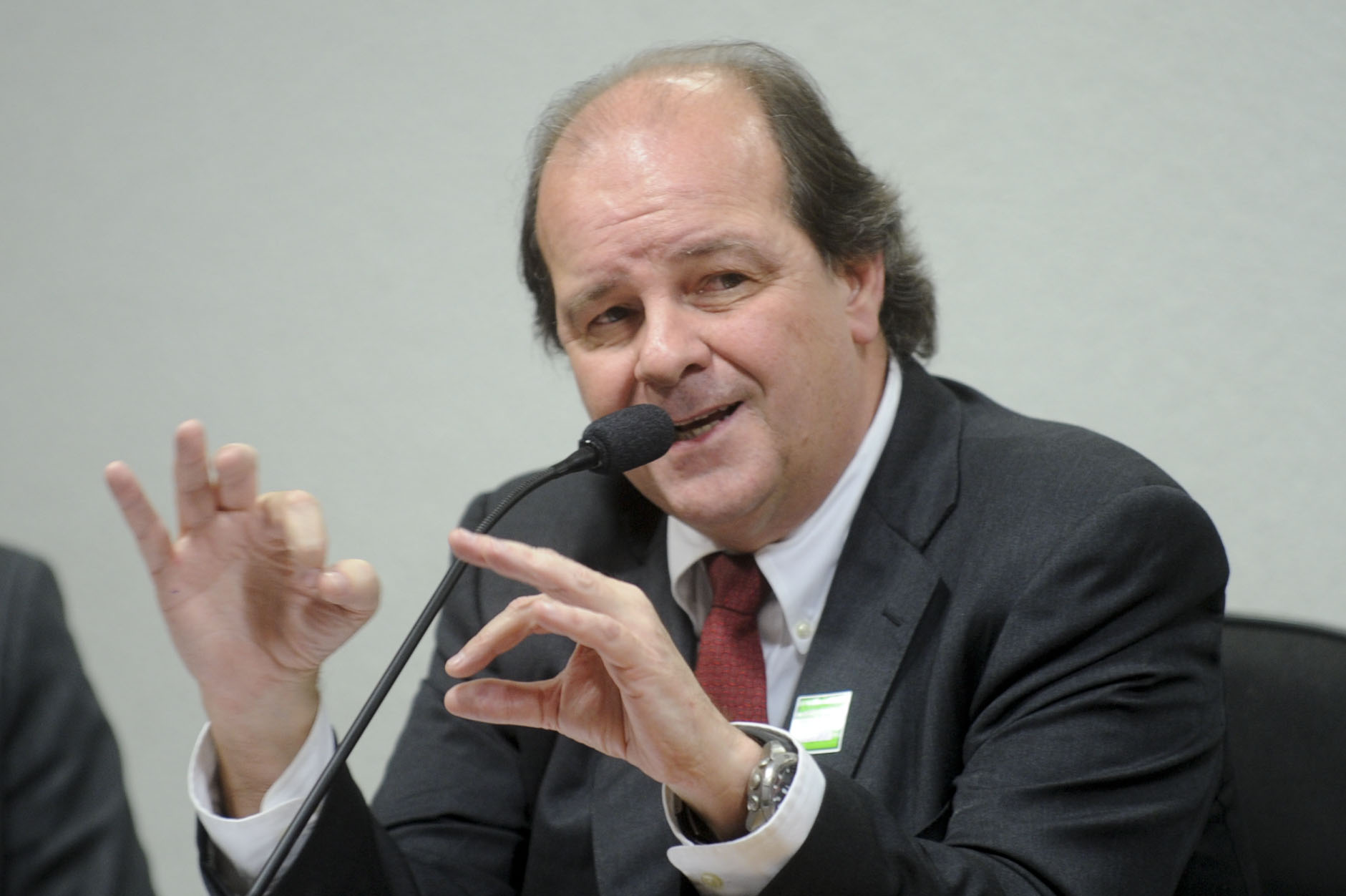
Zelada foi preso na Conexão Mônaco.

15.ª fase (Conexão Mônaco) — Em 2 de julho de 2015, a PF deflagrou a fase operação, batizada de "Conexão Mônaco", cumprindo ao todo cinco mandados judiciais, sendo quatro de busca e apreensão e um de prisão preventiva. Foi detido na cidade do Rio de Janeiro e encaminhado à carceragem em Curitiba, o ex-diretor da área internacional da Petrobras, Jorge Luiz Zelada, em razão da movimentação, no Principado de Mônaco, de mais de 10 milhões de euros (34,5 milhões de reais, na cotação do dia da prisão) em recursos ilícitos obtidos em propinas nos negócios da empresa. Zelada fora citado anteriormente por dois delatores, Paulo Roberto Costa e Pedro Barusco, como beneficiário do esquema de corrupção. Foi o sucessor de Nestor Cerveró, atuando na área internacional da Petrobras entre 2008 e 2012.
16.ª fase (Radioatividade) — A Polícia Federal deflagrou em 28 de julho de 2015 a fase da operação batizada de "Radioatividade", com a prisão de Othon Luiz Pinheiro da Silva, ex-diretor presidente da Eletronuclear e Flávio David Barra, presidente da global AG Energia. Os dois foram presos no Rio de Janeiro e levados para a Superintendência da PF em Curitiba. Além do pagamento de propina, a 16ª fase investiga a formação de cartel e o prévio ajustamento de licitações nas obras de Angra 3.

17.ª fase (Pixuleco) — A PF deflagrou em 3 de agosto de 2015 a fase da operação batizada de "Operação Pixuleco", batizada em referência ao termo que o ex-tesoureiro do Partido dos Trabalhadores, João Vaccari Neto, havia usado para se referir à propina. Cumpriram-se 40 mandados judiciais, sendo três de prisão preventiva, cinco de prisão temporária, 26 de busca e apreensão e seis de condução coercitiva. José Dirceu e seu irmão Luiz Eduardo de Oliveira e Silva foram presos na operação, por crimes de corrupção, lavagem de dinheiro e formação de quadrilha. Cerca de duzentos policiais federais participam da ação.

18.ª fase (Pixuleco II) — A PF deflagrou em 13 de agosto de 2015 a fase batizada de "Operação Pixuleco II". Na operação, 70 policiais federais cumpriram mandados de prisão e busca e apreensão em Brasília, São Paulo, Porto Alegre e Curitiba. Os mandados são um desdobramento da fase anterior da operação, que prendeu José Dirceu. Foi preso na operação o ex-vereador do PT, Alexandre Romano, que foi detido no aeroporto de Congonhas. Romano é suspeito de arrecadar vantagens indevidas superiores a 50 milhões de reais. Os pagamentos corriam por meio de empresas de fachada.

19.ª fase (Nessum Dorma) — A PF deflagrou em 21 de setembro de 2015 a fase batizada de "Operação Nessum Dorma" (em português, "Ninguém dorme") com onze mandados expedidos. O executivo da Engevix, José Antunes Sobrinho, teve a prisão preventiva decretada e foi preso em Florianópolis. De acordo com as investigações, foi verificado que uma empresa recebeu cerca de 20 milhões de reais, entre 2007 e 2013, de empreiteiras já investigadas na operação. O dinheiro seria propina obtida a partir de contratos com a Petrobras. Além disso, Sobrinho realizou pagamentos de propina já com a operação em curso, sendo Othon Luiz Pinheiro da Silva, ex-diretor-presidente da Eletronuclear, que está preso em Curitiba, o destinatário dos recursos. "Ele fez movimentações em janeiro de 2015, inclusive, quando outro diretor da Engevix estava preso. Isso demonstra o quanto eles não têm limites nas suas operações", disse o Procurador da força-tarefa Carlos Fernandes Santos Lima.

20.ª fase (Corrosão) — A PF deflagrou em 16 de novembro de 2015 a fase, batizada de "Corrosão", que faz menção à luta diária da Petrobras para combater os desgastes nas plataformas. Esta nova fase tem como objetivo buscar provas documentais sobre os crimes cometidos dentro da estatal e desvendados pela Operação Lava Jato. Prenderam-se na operação Roberto Gonçalves (ex-gerente executivo da Petrobras) e Nelson Martins Ribeiro, apontado como operador financeiro.

21.ª fase (Passe Livre) — A Polícia Federal deflagrou em 24 de novembro de 2015 a fase, batizada de "Passe Livre". As investigações partiram da apuração das circunstâncias de contratação de um navio-sonda pela Petrobras com indícios concretos de fraude no procedimento licitatório. Ao todo, foram expedidos 32 mandados judiciais, sendo um de prisão preventiva ao pecuarista José Carlos Bumlai, além de 25 mandados de busca e apreensão e seis de condução coercitiva. A ação foi realizada em São Paulo, Rio de Janeiro, Mato Grosso do Sul e Distrito Federal. Entre os crimes investigados estavam fraudes relacionadas a licitação, falsidade ideológica, falsificação de documentos, corrupção ativa e passiva, tráfico de influência, lavagem de dinheiro, dentre outros.
Em 21 de março de 2016, o pecuarista José Carlos Bumlai deixou a cadeia na região metropolitana de Curitiba. A prisão de Bumlai foi convertida de preventiva para domiciliar em virtude de um câncer diagnosticado na bexiga. Os advogados de Bumlai alegaram que o cliente tem 71 anos e outras doenças crônicas.

## 2016
- 2014
- 1
- 2
- 3
- 4
- 5
- 6
- 7
- 8
- 2015
- 9
- 10
- 11
- 12
- 13
- 14
- 15
- 16
- 17
- 18
- 19
- 20
- 21
- 2016
- 22
- 23
- 24
- 25
- 26
- 27
- 28
- 29
- 30
- 31
- 32
- 33
- 34
- 35
- 36
- 37
- 38
- 2017
- 39
- 40
- 41
- 42
- 43
- 44
- 45
- 46
- 47
- 2018
- 48
- 49
- 50
- 51
- 52
- 53
- 54
- 55
- 56
- 57
- 2019
- 58
- 59
- 60
- 61
- 62
- 63
- 64
- 65
- 66
- 67
- 68
- 69
- 70
- 2020
- 71
- 72
- 73
- 74
- 75
- 76
- 77
- 78
- 2021
- 79
- 80

22.ª fase (Triplo X) — A Polícia Federal deflagrou, em 27 de janeiro de 2016, a operação Triplo X, em São Paulo e Santa Catarina. Oitenta policiais cumpriram seis mandados judiciais de prisão temporária, quinze de busca e apreensão e dois de condução coercitiva. A operação ocorreu em três cidades paulistas (São Paulo, Santo André e São Bernardo do Campo) e em Joaçaba, Santa Catarina, apurando estrutura criminosa destinada a abrir offshores e contas no exterior para ocultar e dissimular o produto dos crimes de corrupção, notadamente recursos oriundos de crimes praticados na Petrobras. Também se apura ocultação de patrimônio através de empreendimento imobiliário. Segundo a PF, suspeita-se que uma das empreiteiras investigadas na Operação Lava Jato teria utilizado o negócio para repasse disfarçado de propina a agentes envolvidos no esquema criminoso da Petrobras. Entre os crimes investigados estão corrupção, fraude, evasão de divisas e lavagem de dinheiro.

23.ª fase (Acarajé) — A PF deflagrou, em 22 de fevereiro de 2016, a operação Acarajé, em São Paulo, Rio de Janeiro e Salvador. Trezentos policiais federais participaram da ação. A PF expediu um mandado de prisão contra o publicitário João Santana, mas ele não foi detido por estar no exterior, na República Dominicana. Também foram alvos da operação a empreiteira Odebrecht e o lobista e engenheiro representante no Brasil do estaleiro Keppel Fels, de Singapura, Zwi Skornicki, que também já havia sido alvo das investigações do Petrolão por suspeitas de atuar como operador de propinas. Ao todo, houve 38 mandados de busca e apreensão, dois de prisão preventiva, seis de prisão temporária e cinco de condução coercitiva. A investigação identificou pelo menos 7 milhões de dólares enviados ao exterior e com relação direta com João Santana. Segundo nota da PF, o termo Acarajé se refere ao nome que alguns investigados usavam para designar dinheiro em espécie.
Os documentos da investigação ainda colocaram sob suspeita o financiamento de obras do Instituto Lula feita pela Odebrecht, no montante de cerca de 12,4 milhões de reais. Analisando documentos apreendidos na empreiteira, a polícia identificou a sigla IL como sendo do Instituto. A empreiteira também teria arcado com custos de outras propriedades pertencentes ao ex-presidente.

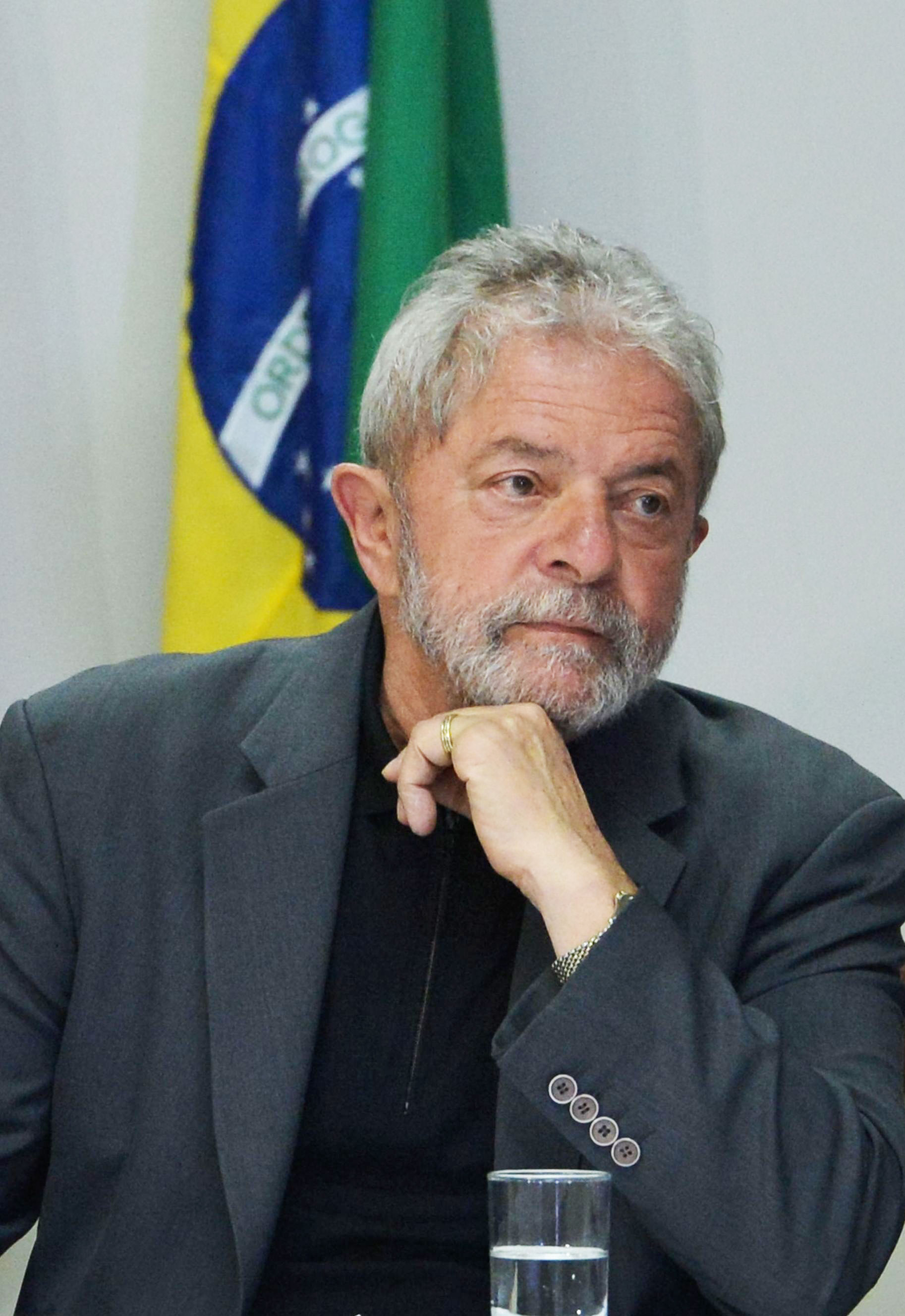
Luiz Inácio Lula da Silva foi conduzido coercitivamente na 24ª fase.

24.ª fase (Aletheia) — A PF deflagrou, em 4 de março de 2016, a operação Aletheia, com onze conduções coercitivas e 33 mandados de busca e apreensão. Entre os alvos, o ex-presidente da República, Luiz Inácio Lula da Silva, seus dois filhos e Paulo Okamotto, amigo do ex-presidente. A Polícia Federal também cumpriu mandados de busca e apreensão em endereços relacionados a alguns dos familiares e a Instituto Lula, presidida por Okamotto e em direções relacionadas com Lula, e imóveis em São Bernardo do Campo, cidade onde mora o ex-presidente, Atibaia e Guarujá, ambas localizadas no estado de São Paulo, onde em ele e a mulher tiveram um apartamento tríplex remodelado pela empreiteira OAS. A PF informou que investigava crimes de corrupção e lavagem de dinheiro. Também houve mandados judiciais em Salvador, Rio de Janeiro e nos municípios paulistas de Diadema, Santo André e Manduri. A intimação do ex-presidente Lula a depor na sede da PF repercutiu na imprensa internacional. Conduziu-se coercitivamente o ex-presidente ao aeroporto de Congonhas para prestar depoimento. O nome da operação é uma palavra grega significando busca da verdade.

25.ª fase (Polimento) — A polícia judiciária portuguesa cumpriu, em 21 de março de 2016 em Lisboa, a fase batizada de "Polimento". O operador financeiro Raul Schmidt Felippe Junior, foragido desde julho de 2015, foi preso preventivamente. Foi a primeira operação internacional realizada pela Lava Jato. Schmidt é alvo da 10ª fase da operação, e tido como sócio de Jorge Luiz Zelada, que está preso no Complexo Médico-Penal em Pinhais, no Paraná. As investigações apontam que Raul é suspeito de envolvimento em pagamentos de propinas à Zelada, Renato de Souza Duque e Nestor Cerveró. Segundo o Ministério Público Federal, além do Schmidt atuar como operador, também aparece como preposto de empresas internacionais na obtenção de contratos de exploração de plataformas da Petrobras. Raul Schmidt tinha dupla nacionalidade, brasileira e portuguesa, e se mudou para Portugal após a deflagração da Operação Lava Jato.

26.ª fase (Xepa) — A PF deflagrou, em 22 de março de 2016, a fase batizada de Xepa, um desdobramento da Operação Acarajé, baseada em informações que teriam sido prestadas por Mônica Moura, esposa do publicitário João Santana. A operação contou com 380 policiais federais. Cumpriram-se 110 mandados no Distrito Federal, Bahia, Rio de Janeiro, Rio Grande do Sul, Bahia, São Paulo e Santa Catarina, sendo 67 mandados de busca e apreensão, 28 mandados de condução coercitiva, 11 mandados de prisão temporária e 4 mandados de prisão preventiva. Investiga-se um esquema bilionário de desvio e lavagem de dinheiro envolvendo a Petrobras e empreiteiras. Há suspeitas de irregularidades na obra da Arena Corinthians, feita pela construtora Odebrecht, com indícios de propina ao vice-presidente.

27.ª fase (Carbono 14) — Em 1º de abril de 2016 PF deflagrou a fase batizada de Carbono 14, com doze mandados judiciais, sendo de dois de prisão temporária, oito de busca e apreensão e dois de condução coercitiva. Expediram-se mandados de prisão contra Ronan Maria Pinto e Silvio Pereira e mandados de busca e apreensão nas empresas DNP Eventos, Expresso Santo André e no Diário do Grande ABC. O ex-tesoureiro do PT Delúbio Soares e Breno Altman foram alvos de condução coercitiva. A operação investiga crimes de extorsão, falsidade ideológica, fraude, corrupção ativa, corrupção passiva e lavagem de dinheiro.

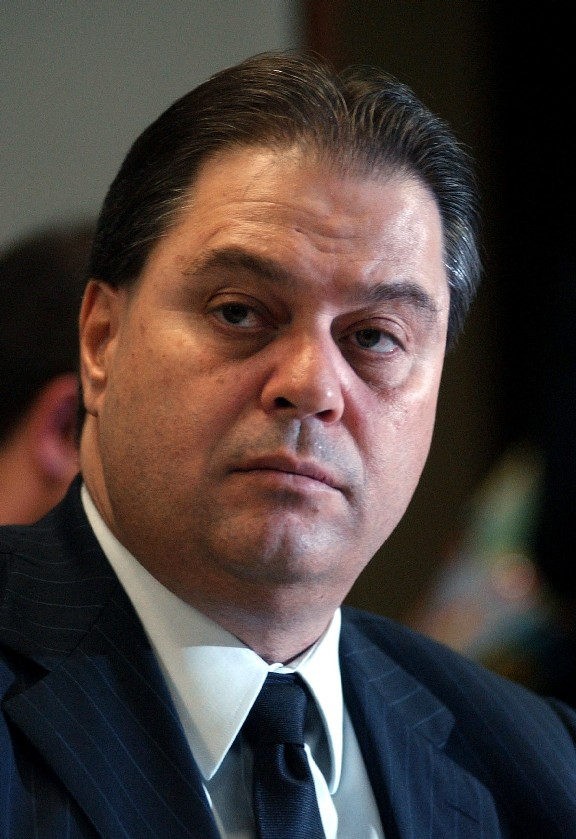
Gim Argello foi preso na 28ª fase.

28.ª fase (Vitória de Pirro) — Em 12 de abril de 2016, a PF deflagrou a Vitória de Pirro, com a prisão do ex-senador Gim Argello, suspeito de evitar depoimentos decisivos na CPI Mista da Petrobras (CPMI) em 2014.

29.ª fase (Repescagem) — Em 23 de maio de 2016, a Polícia Federal realizou a Operação Repescagem, que investigou crimes de formação de quadrilha, lavagem de dinheiro e corrupção passiva e ativa envolvendo verbas desviadas ligadas ao Partido Progressista (PP). O ex-tesoureiro do partido, João Cláudio Genu, foi preso na operação. Expediram-se seis mandados de busca e apreensão, um de prisão preventiva e dois mandados de prisão temporária em Pernambuco, Rio de Janeiro e no Distrito Federal.

30.ª fase (Vício) — Em 24 de maio, a PF deflagrou a Operação Vício, com 39 mandados judiciais, sendo duas prisões, vinte e oito de busca e apreensão e nove mandados de condução coercitiva nos estados de São Paulo e Rio de Janeiro. O nome da operação está relacionado à sistemática, repetida e aparentemente dependente prática de corrupção por determinados funcionários da estatal e agentes políticos que aparentam não atuar de outra forma senão por meio de atos lesivos ao Estado. Os alvos da operação foram José Dirceu e Renato Duque. Os crimes apurados são de corrupção, organização criminosa e lavagem de ativos.

31.ª fase (Abismo) — Em 4 de julho de 2016, a PF deflagrou a Operação Abismo em São Paulo, Rio de Janeiro e Distrito Federal. Um dos alvos é o ex-tesoureiro do PT Paulo Adalberto Alves Ferreira, detido em 24 de junho, quando foi alvo da Operação Custo Brasil, um desdobramento da Lava Jato que investiga fraudes no crédito consignado de servidores públicos. Ferreira foi alvo de mandado prisão preventiva. Foram expedidas ainda outros 35 mandados judiciais, sendo quatro de prisão temporária, 24 de busca e apreensão, além de sete conduções coercitivas.

32.ª fase (Caça-Fantasmas) — Em 7 de julho de 2016, a PF deflagrou a Operação Caça-Fantasmas, que investiga crimes contra o sistema financeiro nacional, lavagem de dinheiro e organização criminosa internacional. Cerca de 60 policiais cumpriram 10 mandados de busca e apreensão e sete de condução coercitiva nas cidades paulistas de São Paulo, São Bernardo do Campo e Santos. Os alvos foram o banco panamenho FPB Bank, que atuava no Brasil clandestinamente, sem autorização do Banco Central, e o escritório Mossack Fonseca, especializado em abertura e administração de offshores. Paulo Fanton, o representante do banco no Brasil, foi um dos alvos de mandados de condução coercitiva e busca e apreensão. Segundo a Polícia Federal, utilizando-se dos serviços da Mossack Fonseca, o banco investigado abria e movimentava contas em território nacional para viabilizar o fluxo de valores de origem duvidosa para o exterior, à margem do sistema financeiro nacional.

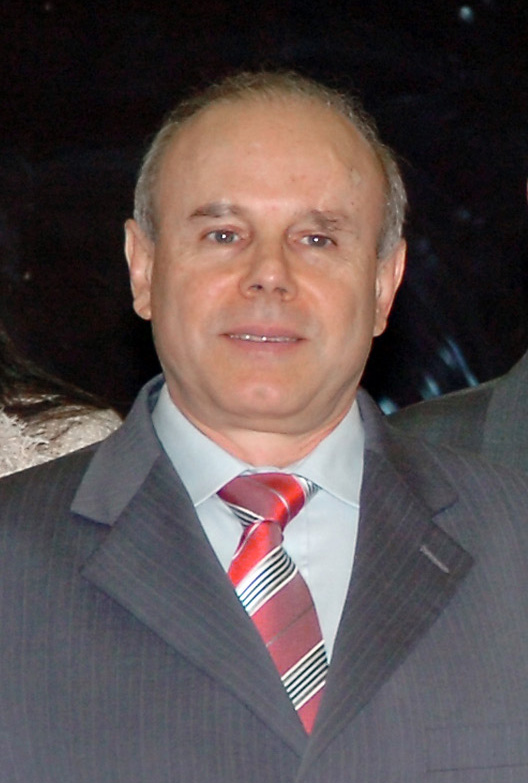
Guido Mantega foi alvo da 34ª fase; chegou a ser preso, mas logo foi liberado.

33.ª fase (Resta Um) — Em 2 de agosto de 2016, a PF deflagrou a Operação Resta Um, que investiga a atuação da construtora Queiroz Galvão e de seus ex-executivos Idelfonso Collares e Othon Zanoide Filho em corrupção e fraude nas obras do Complexo Petroquímico do Rio de Janeiro, na Refinaria Abreu e Lima e em diversas refinarias, como a do Vale do Paraíba, Landulpho Alves e Duque de Caxias. As investigações apontaram que a empreiteira pagava propina às diretorias de Serviços e de Abastecimento, comandadas à época por Renato Duque e Paulo Roberto Costa, e cujos repasses de dinheiro sujo se aproximaram dos 10 milhões de reais. Na transação para liberar dinheiro e subornar funcionários da Petrobras, a Queiroz Galvão e o consórcio repassaram milhões de dólares em propina para contas secretas no exterior. Além disso, há evidências de atuação da empresa para atrapalhar as investigações da CPI da Petrobras instalada no Senado. Houve 23 mandados de busca, dois de prisão preventiva, um de prisão temporária e seis de condução coercitiva. Foram presos na operação Ildefonso Collares e Othon Zanoide, que já haviam sido presos provisoriamente na sexta fase da Lava Jato.

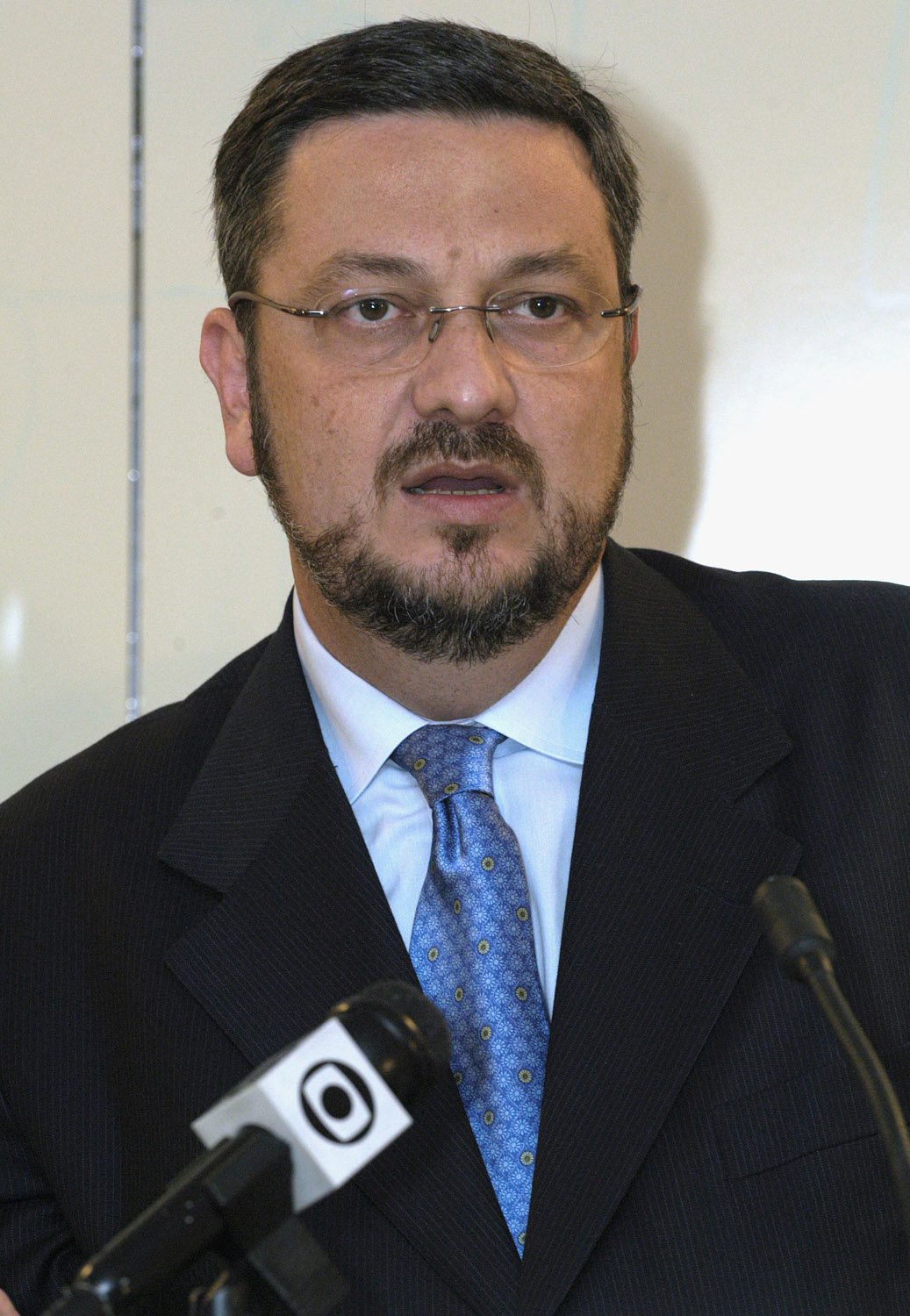
Antonio Palocci, preso na 35ª fase.

34.ª fase (Arquivo X) — Em 22 de setembro de 2016, a PF deflagrou a Operação Arquivo X em Minas Gerais, Bahia, Rio de Janeiro, Rio Grande do Sul, São Paulo e Distrito Federal, apurando, entre outros crimes, corrupção de agentes públicos, fraude licitatória, associação criminosa, lavagem de dinheiro e repasses de recursos a agentes e partidos políticos responsáveis pelas indicações de cargos importantes da Petrobrás. Ao todo 180 policiais federais e 30 auditores fiscais cumpriam 33 mandados de busca e apreensão, oito de prisão temporária e oito de condução coercitiva, incluindo a prisão do ex-ministro da Fazenda Guido Mantega, que teria arrecadado cinco milhões de reais em propina para pagamento de dívidas de mercadologia e propaganda de campanhas políticas do PT em 2012 nas obras das plataformas petrolíferas FSPO P67 e P70, do comando de empresas que não possuíam experiência, estrutura ou preparo para tanto, incluindo a Mendes Júnior, a OSX Construção Naval, de Eike Batista, e outras empresas por elas utilizadas para repasses de vantagens indevidas. Entre essas, constam Integra offshore (consórcio de Mendes Jr. e OSX), com contratos falsos com Tecna/Isolux para passar dez milhões de reais a partidos políticos por meio da Credencial construtora, que teria repassado seis milhões a José Dirceu e associados. O suborno teria somado 34 milhões de reais em diversos contratos.

35.ª fase (Omertà) — Em 26 de setembro de 2016, a PF deflagrou a Operação Omertà, que resultou na prisão do ex-ministro da Fazenda e da Chefia da Casa Civil Antonio Palocci, na capital paulista. Também foram presos o ex-chefe de seu gabinete Juscelino Dourado e o ex-assessor Branislav Kontic. A PF recolheu evidências de que Palocci atuou para garantir que o Grupo Odebrecht conseguisse contratos com o poder público. Em troca, o ex-ministro e seu grupo eram agraciados com suborno. A atuação de Palocci foi monitorada, por exemplo, na negociação de uma medida provisória que proporcionaria benefícios fiscais, no aumento da linha de crédito junto ao BNDES para a Odebrecht fechar negócios na África e em interferência na licitação para compra de 21 navios sonda para exploração da camada pré-sal.

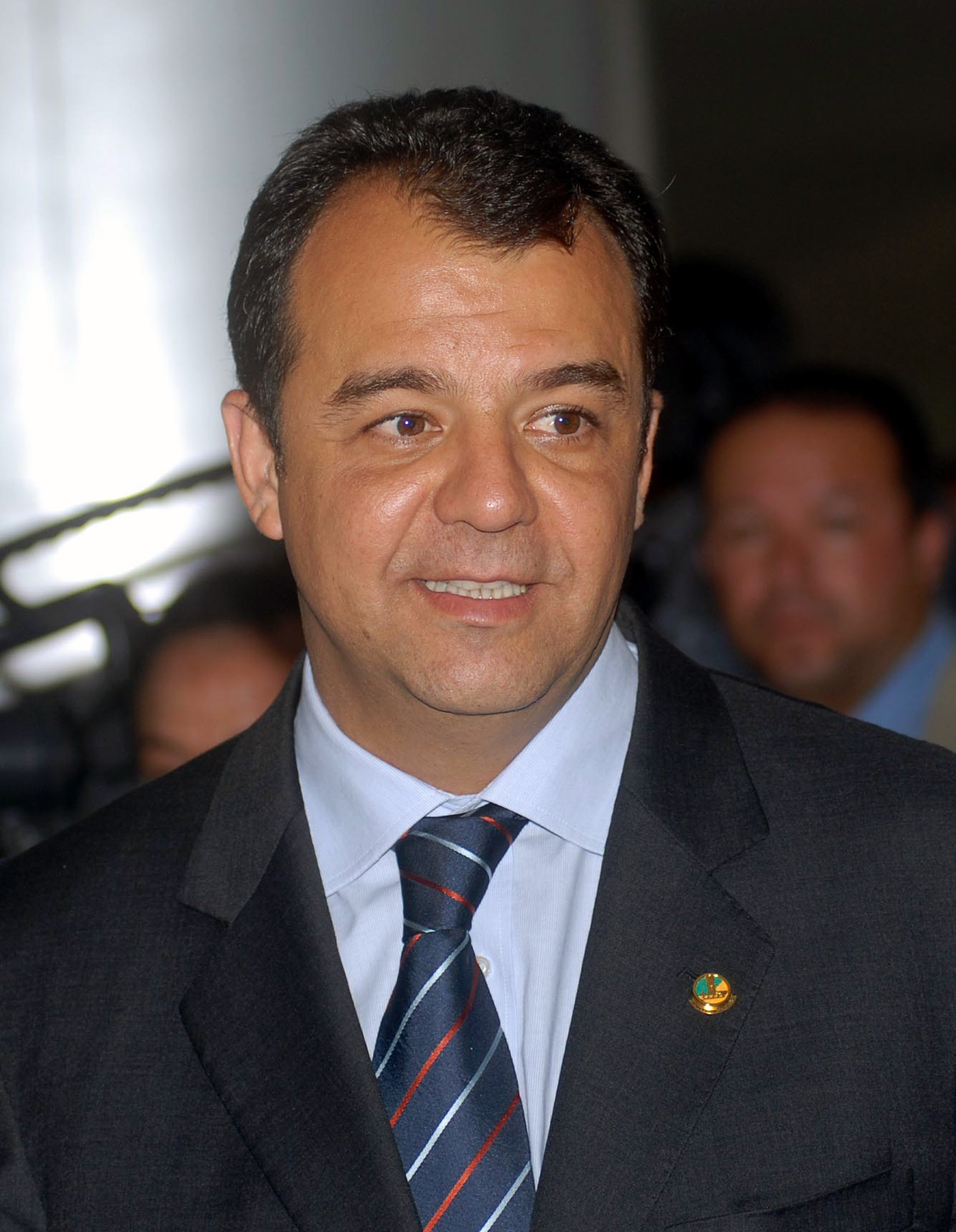
Sérgio Cabral, preso na 37ª fase.

36.ª fase (Dragão) — Em 10 de novembro de 2016, a PF deflagrou a Operação Dragão, com a prisão preventiva de Adir Assad e do operador Rodrigo Tacla Duran. Adir já estava preso em outra fase da Operação Lava Jato. Ao total cumpriram-se 18 mandados judiciais, sendo 16 de busca e apreensão e dois de prisão preventiva em cidades do Paraná, São Paulo e Ceará. Segundo o MPF, as investigações apontaram diversas evidências de que os operadores utilizaram-se de mecanismos sofisticados de lavagem de dinheiro, entre eles o uso de contas bancárias em nome de offshores no exterior, a interposição de empresas de fachada e a celebração de contratos falsos. Diversos envolvidos valeram-se dessas empresas a fim de gerar recursos para realizar pagamentos de propina, como a UTC Engenharia e a Mendes Júnior que repassaram ao operador financeiro.

37.ª fase (Calicute) — Em 17 de novembro de 2016, a PF deflagrou a Operação Calicute, que prendeu o ex-governador do Rio de Janeiro Sérgio Cabral sob a acusação de cobrança de suborno em contratos com o poder público. A ação visou investigar o desvio de recursos públicos federais em obras realizadas pelo Governo do Estado do Rio de Janeiro, com prejuízo estimado superior a R$ 224 milhões. A investigação partiu das delações do dono da Delta Engenharia, o empreiteiro Fernando Cavendish, e de executivos da Carioca Engenharia e Andrade Gutierrez, no âmbito do inquérito do caso Eletronuclear. Revelou-se à força-tarefa que os executivos das empreiteiras se reuniram no Palácio Guanabara, sede do governo fluminense, para tratar do dinheiro ilícito, e que houve cobrança nos contratos de grandes obras. Só a Carioca Engenharia comprovou o pagamento de mais de R$ 176 milhões em propina para o grupo. Ao todo, a Polícia Federal visou cumprir 38 mandados de busca e apreensão, 8 de prisão preventiva, 2 de prisão temporária e 14 conduções coercitivas.

## 2017
- 2014
- 1
- 2
- 3
- 4
- 5
- 6
- 7
- 8
- 2015
- 9
- 10
- 11
- 12
- 13
- 14
- 15
- 16
- 17
- 18
- 19
- 20
- 21
- 2016
- 22
- 23
- 24
- 25
- 26
- 27
- 28
- 29
- 30
- 31
- 32
- 33
- 34
- 35
- 36
- 37
- 38
- 2017
- 39
- 40
- 41
- 42
- 43
- 44
- 45
- 46
- 47
- 2018
- 48
- 49
- 50
- 51
- 52
- 53
- 54
- 55
- 56
- 57
- 2019
- 58
- 59
- 60
- 61
- 62
- 63
- 64
- 65
- 66
- 67
- 68
- 69
- 70
- 2020
- 71
- 72
- 73
- 74
- 75
- 76
- 77
- 78
- 2021
- 79
- 80

38.ª fase (Blackout) — Em 23 de fevereiro de 2017, a PF deflagrou a Operação Blackout, em referência ao sobrenome de dois dos operadores financeiros do esquema: Jorge Luz e Bruno Luz, pai e filho. Os dois eram ligados ao PMDB e efetuaram o pagamento de 40 milhões de dólares de propinas durante dez anos. Segundo as investigações, entre os beneficiários há senadores e políticos, além de diretores e gerentes da Petrobras. De acordo como o MPF, os dois intermediavam subornadores e subornados envolvendo contratos com a estatal. Para tanto, utilizavam contas na Suíça e nas Bahamas. Atuavam principalmente na Área Internacional da Petrobras, mas também passaram a solicitar propina para o PMDB na diretoria de Abastecimento, setor de atuação do Partido Progressista (PP), e na diretoria de Serviços, então área de atuação do Partido dos Trabalhadores (PT).  Os mandados protocolados pela força-tarefa tiveram como base principal os depoimentos de colaborações premiadas reforçados pela apresentação de informações documentais, além de provas levantadas por intermédio de cooperação jurídica internacional. Expediram-se 15 mandados de busca e apreensão.

39.ª fase (Paralelo) — Em 28 de março de 2017, a PF deflagrou a Operação Paralelo, cumprido mandados na cidade do Rio de Janeiro: um de prisão preventiva e outros cinco, de busca e apreensão. Um dos investigados, preso em Boa Vista, RR, foi Roberto Gonçalves, ex-gerente executivo Diretoria de Engenharia e Serviços da Petrobras que sucedeu o também preso Pedro Barusco. Segundo a PF, a investigação apurava a atuação de operadores no mercado financeiro em benefício de vários investigados, por uma corretora de valores, suspeita de movimentar recursos de origem ilícita para pagar indevidamente funcionários e executivos da Petrobras. Também apurava a responsabilidade criminal do ex-executivo da Petrobras, apontado como beneficiário de diversos pagamentos em contas clandestinas no exterior, por empreiteiras que contrataram a empresa.  O juiz da 13ª Vara Federal de Curitiba Sérgio Moro expediu as ordens judiciais. Determinou-se a prisão a partir das delações de um dos executivos da Oderebcht. A PF identificou remessa de dinheiro ilícito de contas na Suíça para contas na China e Bahamas a partir de abril de 2014, após a deflagração da operação Lava Jato.

40.ª fase (Asfixia) — Em 4 de maio de 2017, a Polícia Federal deflagrou a Operação Asfixia, cumprindo 16 mandados de busca e apreensão, dois de prisão preventiva, dois de prisão temporária e cinco de condução coercitiva. Prendeu quatro suspeitos e cumpriu mandados em Minas Gerais, Rio de Janeiro e São Paulo. Os presos ligados à Petrobras são Marcio de Almeida Ferreira e Maurício de Oliveira Guedes, da área de Gás e Energia, suspeitos de receberem mais de 100 milhões de reais em subornos de empreiteiras contratadas pela estatal, além de serem os operadores financeiros que utilizaram empresas de fachada para intermediar a propina. A ação teve como alvo empresas e seus respectivos sócios suspeitos de envolvimento em um esquema de repasses ilegais de empreiteiras para funcionários da Petrobras na obtenção de contratos. O nome da fase refere-se à tentativa de cessar as fraudes e o desvio de recursos públicos em áreas da estatal destinadas à produção, distribuição e comercialização de gás combustível. Segundo o MPF, o ex-gerente da Petrobras Márcio de Almeida Ferreira tinha 48 milhões de reais em contas nas Bahamas e, no final de 2016, usou a lei de repatriação de recursos para legalizar valores obtidos por corrupção.

41.ª fase (Poço Seco) — Em 26 de maio de 2017, a PF deflagrou a Operação Poço Seco, mirando as complexas operações financeiras negociadas durante a aquisição pela Petrobras de direitos de exploração de petróleo no Benim. Cumpriram-se, em São Paulo, Rio de Janeiro e Distrito Federal, 13 mandados judiciais: oito de busca e apreensão, um de prisão preventiva, um de prisão temporária e três mandados de condução coercitiva. A ação envolveu os lobistas ligados ao PMDB Jorge Luz e Bruno Luz, pai e filho, que operavam para o partido dentro da Petrobras e foram presos na 38ª fase da Lava Jato.

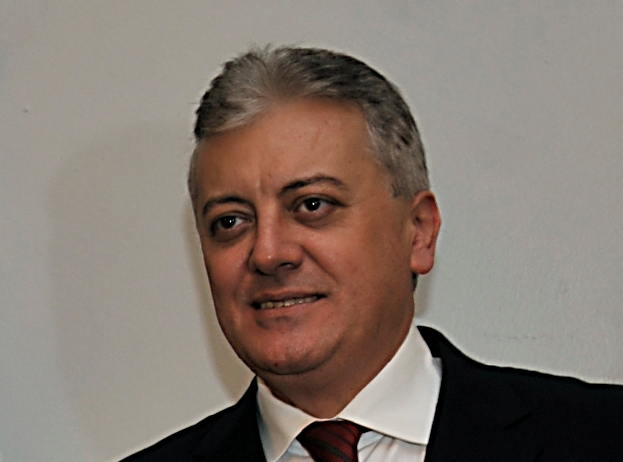
Aldemir Bendine, preso na 42ª fase.

42.ª fase (Cobra) — Em 27 de julho de 2017, a PF deflagrou a Operação Cobra, prendendo o ex-presidente do Banco do Brasil e da Petrobras Aldemir Bendine. Cumpriram-se três mandados de prisão temporária e 11 de busca e apreensão no Distrito Federal e nos estados de Pernambuco, Rio de Janeiro e São Paulo. Segundo depoimento de delação por Marcelo Odebrecht e Fernando Reis, Bendine solicitou e recebeu R$ 3 milhões para auxiliar a empreiteira em negócios com a Petrobras. Conforme os delatores, o dinheiro foi pago em espécie através de um intermediário. A operação também mirou os operadores financeiros suspeitos de operacionalizarem o recebimento do dinheiro. Segundo o Ministério Público Federal (MPF), há evidências de que, numa primeira oportunidade, Bedine pediu suborno de R$ 17 milhões à época em que era presidente do Banco do Brasil, para viabilizar a rolagem de dívida de um financiamento da Odebrecht AgroIndustrial.

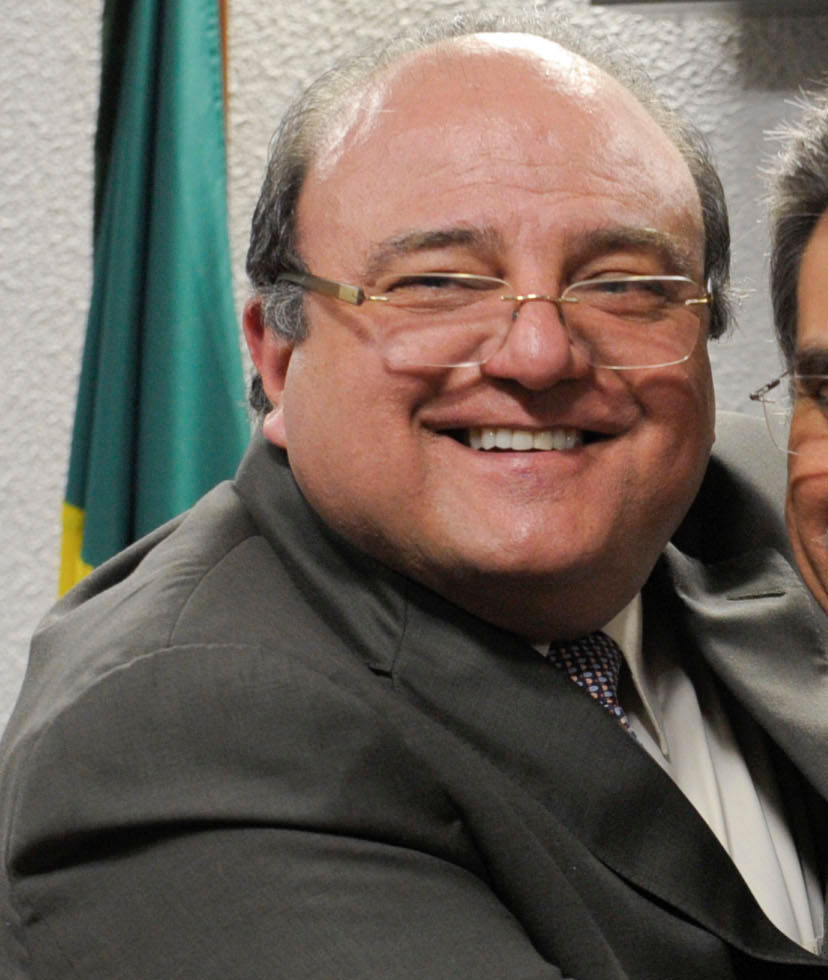
Cândido Vaccarezza, preso na 43ª fase.

43.ª fase (Sem Fronteiras) — Em 18 de agosto de 2017, a PF deflagrou duas novas fases da operação no Rio de Janeiro e em São Paulo, cumprindo 46 mandados judiciais, inclusive com a prisão do ex-líder dos governos Lula e Dilma e ex-deputado federal Cândido Vaccarezza. Foi a primeira vez que a Polícia Federal realizou duas fases da Lava Jato ao mesmo tempo. Foram seis mandados de prisão de temporária, 29 de busca e apreensão e 11 de condução coercitiva, referentes aos crimes de corrupção, desvio de verbas públicas e lavagens de ativos identificados em contratação de grandes empresas com a Petrobras.  A Operação Sem Fronteiras investigou a relação espúria entre executivos da Petrobras e grupo de armadores estrangeiros para obter informações privilegiadas e favorecê-los na obtenção de grandes contratos.

44.ª fase (Abate) — A Operação Abate mirou um grupo criminoso apadrinhado por um ex-deputado federal, que usava sua influência para obter contratos da Petrobras com empresa estrangeira. Nessa relação criminosa, direcionaram-se recursos para pagamentos indevidos a executivos da estatal e agentes públicos e políticos, além do próprio ex-parlamentar, segundo a PF.

45.ª fase (Abate II) — Em 23 de agosto de 2017, a Polícia Federal deflagrou uma nova fase chamada Operação Abate II. Foram cumpridos mandados judiciais no Distrito Federal, Bahia e São Paulo sendo que, ao todo, quatro mandados de busca e apreensão foram cumpridos. O advogado Tiago Cedraz, filho do ministro do TCU Aroldo Cedraz, foi um dos alvos de busca. Segundo as investigações, o lobista Jorge Luz, preso em Curitiba, disse em depoimento que o advogado Tiago Cedraz intermediou conversas entre a empresa norte-americana Sargeant Marine e a Petrobras, recebendo US$ 20 mil em propina por isso em contas mantidas na Suíça em nome de offshores.

46.ª fase — Em 20 de outubro de 2017 deflagrou-se nova fase, sem nome, prendendo-se Luís Carlos Moreira da Silva, ex-gerente da Petrobras. As investigações apontam pagamentos ilícitos de 95 milhões de reais. A fase tem duas frentes de investigação: projetos da Petroquisa, braço petroquímico da estatal, e contratos envolvendo o navio-sonda Vitória 10 000.

47.ª fase (Sothis) — Em 21 de novembro de 2017 deflagrou-se nova fase, prendendo-se um ex-gerente da Transpetro, subsidiária da Petrobras. Expediram-se 14 mandados judiciais em Bahia, Sergipe, Santa Catarina e São Paulo. Segundo o Ministério Público Federal, o ex-gerente, seus familiares e intermediários são suspeitos de efetuarem o recebimento de 7 milhões de reais de propinas pagas por empresa de engenharia, entre setembro de 2009 e março de 2014. O valor, de acordo com os procuradores, foi pago mensalmente em benefício do Partido dos Trabalhadores. Também cumpriram-se oito mandados de busca e apreensão e cinco de condução coercitiva.

## 2018
- 2014
- 1
- 2
- 3
- 4
- 5
- 6
- 7
- 8
- 2015
- 9
- 10
- 11
- 12
- 13
- 14
- 15
- 16
- 17
- 18
- 19
- 20
- 21
- 2016
- 22
- 23
- 24
- 25
- 26
- 27
- 28
- 29
- 30
- 31
- 32
- 33
- 34
- 35
- 36
- 37
- 38
- 2017
- 39
- 40
- 41
- 42
- 43
- 44
- 45
- 46
- 47
- 2018
- 48
- 49
- 50
- 51
- 52
- 53
- 54
- 55
- 56
- 57
- 2019
- 58
- 59
- 60
- 61
- 62
- 63
- 64
- 65
- 66
- 67
- 68
- 69
- 70
- 2020
- 71
- 72
- 73
- 74
- 75
- 76
- 77
- 78
- 2021
- 79
- 80

48.ª fase (Integração) — Em 22 de fevereiro de 2018, deflagrou-se nova fase, apurando corrupção na concessão de rodovias federais no estado do Paraná, de crimes relacionados a fraude de licitações e lavagens de ativos. A secretaria Casa Civil do estado foi alvo do mandado de busca e apreensão. Mandados de busca e apreensão também cumpriram-se na presidência do Departamento de Estradas de Rodagem no Paraná (DER/PR) e na Companhia de Tecnologia da Informação e Comunicação do Paraná (Celepar). Entre as empresas que foram alvo de mandados de busca e apreensão na ocasião estava a Econorte, responsável pela concessão de rodovias federais no norte do Estado do Paraná. A investigação comprovou que pagaram-se os valores sem prestação de serviço. O MPF ainda mencionou que outras empresas relacionadas ao Grupo Triunfo depositaram mais 31 milhões de reais para empresas de fachada dos operadores financeiros Rodrigo Tacla Duran e Adir Assad, respectivamente. Ao todo, cumpriram-se 50 mandados de busca e apreensão no Paraná, Santa Catarina, São Paulo e Rio de Janeiro.

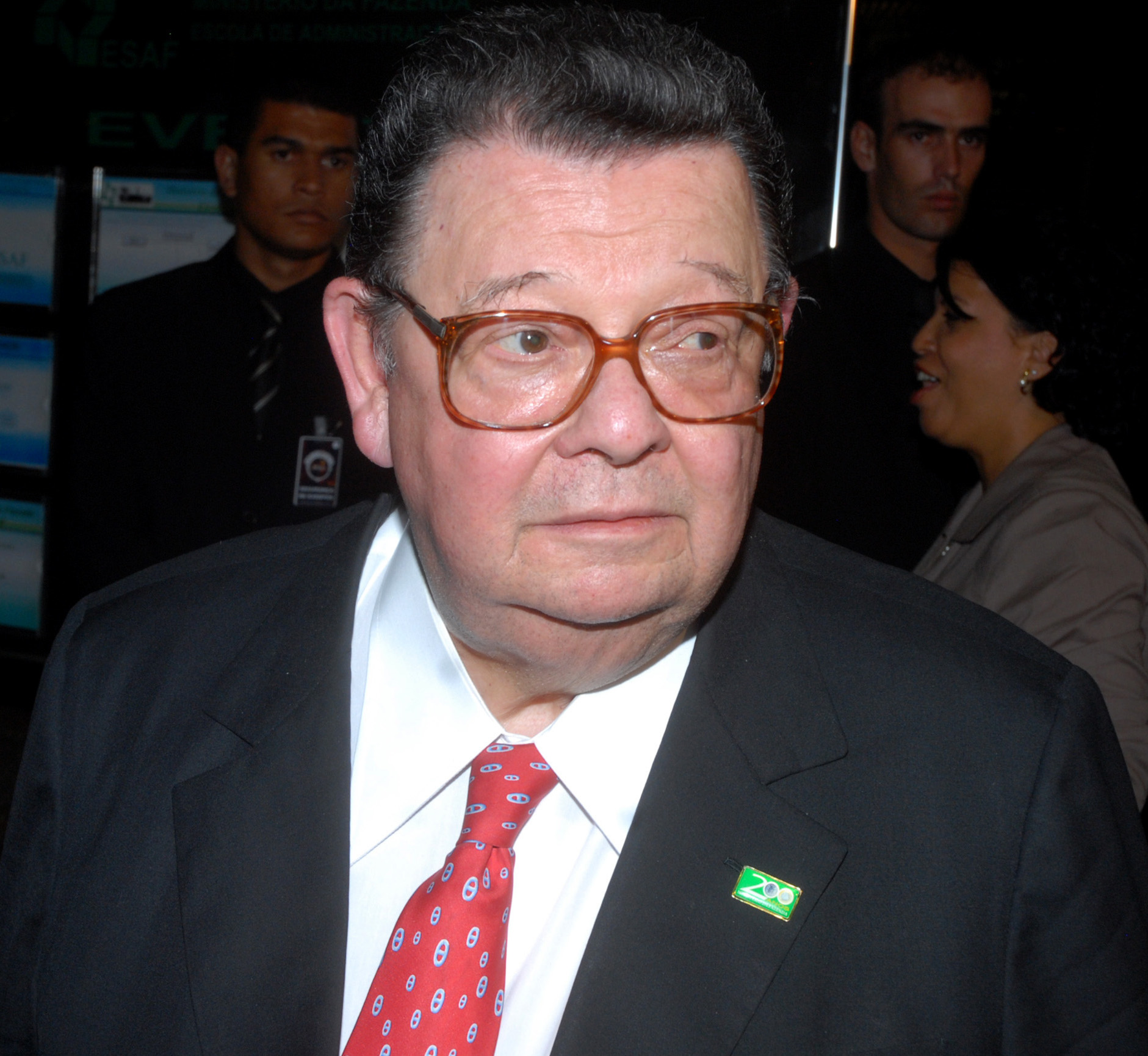
Delfim Netto, alvo na 49ª fase.

49.ª fase (Buona Fortuna) — Em 9 de março de 2018, nova fase cumpriu dez mandados de busca e apreensão, em Curitiba, São Paulo, Guarujá e Jundiaí. Apurou-se propina para favorecer o consórcio vencedor da licitação para construção da Usina de Belo Monte, no Pará. Um dos alvos de busca e apreensão da Polícia Federal foi a casa de Antônio Delfim Netto, ex-ministro da Fazenda, da Agricultura e do Planejamento e ex-deputado federal. Não houve pedido de prisão por, segundo o Ministério Público Federal, falta de elementos. Delfim Netto é suspeito de receber 10% dos valores que as empresas teriam pago para serem beneficiados pelo contrato de construção da Usina de Belo Monte. Os outros 90% seriam divididos entre MDB e PT. O nome do ex-ministro apareceu na delação premiada de Flávio Barra, ex-executivo da Andrade Gutierrez. O delator afirmou ter pago R$ 15 milhões ao político, dos quais R$ 4 milhões já rastreados pelo MPF. O dinheiro pago foi uma gratificação por sua atuação na montagem do consórcio de empresas, segundo a colaboração de Barra. Depositou-se o valor por meio de contratos fictícios de empresas de um sobrinho de Delfim.

50.ª fase (Sothis II) — Em 23 de março de 2018, nova operação cumpriu três mandados de busca e apreensão em Salvador, na Bahia, e em Campinas e Paulínia, no interior de São Paulo.  A nova etapa complementou a 47ª fase da operação, que investigou corrupção e lavagem de dinheiro a partir de contratos da Transpetro. Um dos focos da investigação foi a empresa de engenharia Meta Manutenção e Instalações Industriais Ltda., suspeita de pagar mais de R$ 2 325 000,00 em propina para o ex-gerente da estatal.  As buscas visaram, conforme o MPF, colher material probatório para auxiliar a conclusão das investigações.

51.ª fase (Déjà vu) — Em 8 de maio de 2018, a Polícia federal (PF) cumpriu mandados judiciais nos estados do Rio de Janeiro, Espírito Santo e São Paulo, sendo quatro de prisão preventiva, dois de prisão temporária e 17 de busca e apreensão. A operação visou reunir elementos que provem a prática de corrupção, associação criminosa, fraudes em contratações públicas, crimes contra o Sistema Financeiro Nacional e de lavagem de dinheiro, dentre outros delitos. Levaram-se os presos à Superintendência da PF em Curitiba.

52.ª fase (Greenwich) — Em 21 de junho de 2018, a PF deflagrou nova operação apurando crimes praticados contra subsidiárias da Petrobras, como a Petrobras Química S/A (Petroquisa). O esquema criminoso identificado em várias contratações da Petrobras repetiu-se em suas subsidiárias. Cerca de 40 policiais federais cumpriram 11 ordens judiciais – um mandado de prisão preventiva, um de prisão temporária e nove de busca e apreensão –, cumpridas nas cidades do Rio de Janeiro, Recife e Timbaúba, as duas últimas no Estado de Pernambuco.  As informações e provas demonstram que favoreceu-se o grupo Odebrecht na obtenção de contratos em troca de repasses de recursos a funcionários da empresa, em valores em espécie ou remessas para contas bancárias estabelecidas no exterior. Direcionavam-se as contratações estabelecendo-se parâmetros que só empresas do grupo investigado atenderiam.

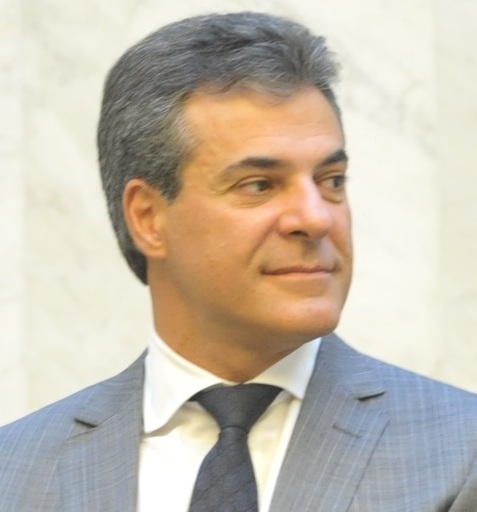
Beto Richa, alvo na 53ª fase.

53.ª fase (Piloto) — Em 11 de setembro de 2018, a Polícia Federal deflagou uma nova fase da operação, tendo Beto Richa como alvo de busca e apreensão.

54.ª fase — Em 25 de setembro de 2018, deflagrou-se nova fase da operação em Portugal, com uma cooperação internacional com o MP brasileiro. Foi a segunda fase da Lava-jato no âmbito internacional.

55.ª fase (Integração II) — Em 26 de setembro de 2018, a PF deflagrou nova operação em quatro estados. Cerca de 400 servidores públicos, entre os quais policiais federais, auditores e membros do MPF, participaram das ações realizadas simultaneamente nos estados.

56ª fase (Sem Fundos) — A nova fase apurou superfaturamento na construção da sede da Petrobras em Salvador (BA), de acordo com a Polícia Federal (PF).  Policiais federais cumpriram 68 mandados de busca e apreensão, 14 de prisão temporária e oito de prisão preventiva.  Cumpriram-se ordens judiciais em São Paulo, Minas Gerais, Rio de Janeiro e Bahia.  Foi a primeira etapa autorizada pela juíza substituta de Sérgio Moro, Gabriela Hardt. Os crimes envolvem corrupção ativa e passiva, gestão fraudulenta de fundo de pensão, lavagem de dinheiro e organização criminosa.  OAS e Odebrech construíram a sede da Petrobras em Salvador, a Torre Pituba, e distribuíram vantagens indevidas de ao menos R$ 68 295 866, quase 10% do valor da obra, segundo o MPF.  Os valores eram posteriormente direcionados para pagamento de vantagens indevidas para agentes públicos da Petrobras, do PT e dirigentes da Petros.  O esquema de contratações fraudulentas e pagamentos de vantagens indevidas ocorreu entre 2009 a 2016.

57ª fase (Sem Limites) — A PF deflagrou nova etapa que investigou negócios da área de trading da Petrobras.

## 2019
- 2014
- 1
- 2
- 3
- 4
- 5
- 6
- 7
- 8
- 2015
- 9
- 10
- 11
- 12
- 13
- 14
- 15
- 16
- 17
- 18
- 19
- 20
- 21
- 2016
- 22
- 23
- 24
- 25
- 26
- 27
- 28
- 29
- 30
- 31
- 32
- 33
- 34
- 35
- 36
- 37
- 38
- 2017
- 39
- 40
- 41
- 42
- 43
- 44
- 45
- 46
- 47
- 2018
- 48
- 49
- 50
- 51
- 52
- 53
- 54
- 55
- 56
- 57
- 2019
- 58
- 59
- 60
- 61
- 62
- 63
- 64
- 65
- 66
- 67
- 68
- 69
- 70
- 2020
- 71
- 72
- 73
- 74
- 75
- 76
- 77
- 78
- 2021
- 79
- 80

58.ª fase — Em 25 de janeiro o Ministério público federal solicitou, a 23ª Vara federal de Curitiba expediu e a Polícia federal cumpriu mandado de prisão preventiva, busca e apreensão contra o ex-governador paranaense Beto Richa e seu contador Dirceu Pupo Ferreira. Concessionárias de pedágio e outras empresas teriam subornado o ex-governador em ao menos 2,7 milhões de reais, lavados por empresa em nome de sua esposa e filhos, mas que ele controlava, parte diretamente e parte pelo contador. Tentativa de obstrução das investigações motivou o pedido de prisão.

59.ª fase (Quinto ano) — Em 31 de janeiro, apurou-se suborno na Transpetro, com sessenta policiais federais e dezesseis auditores fiscais federais cumprindo quinze mandados de busca e apreensão, três de prisão temporária em São Paulo e Araçatuba.  O STF homologou colaboração premiada indicando que empresas sistematicamente pagaram, de 2008 a 14, percentual de até 3% de 36 contratos com a estatal somando 682 milhões de reais, por meio dum escritório de advocacia, a políticos e ao delator, configurando corrupção passiva e ativa, lavagem de dinheiro e associação criminosa.

60.ª fase (Ad infinitum) — Em 19 de fevereiro, cumpriram-se 12 mandados de busca e apreensão e uma ordem de prisão preventiva nas cidades de São Paulo, São José do Rio Preto, Guarujá e Ubatuba. A prisão de Paulo Vieira de Souza, conhecido como Paulo Preto, apurava lavagem de dinheiro, investigando pagamento de propina da Odebrecht ao ex-senador Aloysio Nunes Ferreira Filho. De acordo com a PF, a empresa usava o dinheiro para irrigar campanhas eleitorais e efetuar o pagamento de propina a agentes públicos e políticos aqui Brasil. Entre os anos de 2010 e 2011, um dos investigados mantinha em território brasileiro cerca de R$ 100 milhões em espécie e que, ao longo desse período, conseguiu repassar ao Setor de Operações Estruturadas da empreiteira.  Com isso, foi possível realizar caixa para financiamento de campanha eleitorais e pagamento de propina a agentes públicos.

61.ª fase (Disfarces de Mamom) — Em 8 de maio, cumpriram-se ‘três mandados de prisão preventiva (Paulo Cesar Haenel Pereira Barreto, Tarcísio Rodrigues Joaquim e Gerson Luiz Mendes de Brito, executivos do Banco Paulista) e 41 mandados de busca e apreensão em sedes de empresas que transacionaram com o Banco Paulista em operações de lavagem de dinheiro relacionadas com integrantes do "Setor de Operações Estruturadas" do Grupo Odebrecht (atual Novonor).  As investigações revelaram que lavaram-se ao menos 48 milhões de reais repassados pela empreiteira, no exterior, a seis executivos desse setor entre 2009 e 2015 por meio de contratos ideologicamente falsos com o banco no Brasil. Outros repasses suspeitos a empresas aparentemente sem estrutura, na ordem de 280 milhões de reais, também são objeto da investigação.

62.ª fase (Rock city) — Em 31 de julho, cumpriram-se cinco mandados de prisão preventiva e 33 de busca e apreensão em 15 cidades de 5 estados, relacionados à operação pelo Grupo Petrópolis de um sistema de subornos em prol da Odebrecht, movimentando quase meio bilhão de reais.  As investigações da Lava Jato envolvendo o Grupo Petrópolis remontam a 2016, quando uma planilha com nomes de políticos e referência à cerveja Itaipava foi achada na casa do executivo da construtora Benedicto Junior. De acordo com os documentos, 255 doações foram realizadas somente nas campanhas de 2010 e de 2012, somando mais de R$ 68 milhões.

63.ª fase (Carbonara Chimica) — Em 21 de agosto, cumpriram-se dois mandatos de prisão em dois estados, relacionados a suborno de dois ex-ministros por duas empresas. Segundo o MPF, operação realizada buscou identificar beneficiários finais de 118 milhões de reais pagos pela empresa por meio de setor de propinas da Odebrecht entre os anos de 2005 e 2013. A operação também apurou o pagamento de propina aos ex-ministro Antônio Palocci e Guido Mantega.  Além disso, foram apreendidas 4 chaves de criptografia que podem dar acesso a pastas do sistema de propina da Odebrecht com conteúdo desconhecido pela Polícia Federal (PF).
O nome da operação é baseado nos apelidos da Odebrecht "italiano" e "pós-italiano" para dois dos ex-ministros alvos da operação.

64.ª fase (Pentiti) — Em 23 de agosto, cumpriram-se 12 mandados de prisão e de busca e apreensão em São Paulo e Rio de Janeiro, focando BTG Pactual e Petrobras. A investigação baseou-se na delação premiada do ex-ministro Antônio Palocci. Além da identificação de beneficiários da chamada planilha "Programa Especial Italiano" e do modus operandi de entregas de valores ilícitos a autoridades, a fase também esclareceu a existência de corrupção envolvendo instituição financeira nacional e estatal petrolífera na exploração do pré-sal e em projeto de desinvestimento de ativos no continente africano.

65.ª fase (Galeria) — Em 10 de setembro, cumpriram-se mandados de busca e apreensão no Rio de Janeiro.  A investigação visa corrupção e lavagem de dinheiro na Transpetro e na Usina Hidrelétrica de Belo Monte, com pagamento de suborno de 50 milhões de reais do Grupo Estre e da Odebrecht a Edison Lobão e Márcio Lobão e lavagem de dinheiro estendendo-se a 2019.  Estariam envolvidos benefícios em quarenta contratos, de valor total de um bilhão de reais, com Estre, Polidutos, NM dutos e Estaleiro Tietê.  Márcio Lobão teria ganhado mais de R$ 30 milhões, e envolvido galerias de arte, offshores e agentes financeiros.

66.ª fase (Alerta Mínimo) — Em 27 de setembro, apurou-se lavagem de dinheiro praticada por doleiros e funcionários do Banco do Brasil.

67.ª fase (Tango & Cash) — Em 23 de outubro, a Polícia Federal deflagrou uma nova fase Tango & Cash.

68.ª fase (Appium) — Em 7 de novembro, apurava-se suborno para enterrar a Operação Castelo de Areia. Antônio Palocci acusou um ex-presidente do Superior Tribunal de Justiça de receber cinco milhões de reais da Camargo Correia.

69.ª fase (Mapa da mina) — Em 10 de dezembro, a Polícia Federal (PF) e o Ministério Público fizeram nova operação que investigaram pagamentos suspeitos de R$ 132 milhões da Oi para empresas do filho do ex-presidente Lula, Fábio Luís ‘Lula’ da Silva, o Lulinha.  Segundo as apurações, parte desses recursos pode ter sido usado para a compra do sítio de Atibaia, pivô de uma das duas condenações já impostas ao ex-presidente na Lava-Jato.  A nova fase cumpriu 47 mandados de busca e apreensão em São Paulo, Rio de Janeiro, Bahia e Distrito Federal. Trata-se de desdobramento da 24ª fase, que levou o ex-presidente Lula para depoimento. Os órgãos investigam os crimes de corrupção ativa e passiva, organização criminosa, tráfico de influência internacional e lavagem de dinheiro.  De acordo com o Ministério Público Federal, tais pagamentos foram realizados sem justificativa econômica plausível enquanto o grupo Oi/Telemar foi beneficiado por diversos atos praticados pelo Governo Federal.

70.ª fase (Óbolo) — Em 18 de dezembro, a Polícia Federal deflagrou nova fase para cumprir 12 mandados de busca e apreensão. A investigação apurou a suspeita de que três empresas tenham conseguido informações privilegiadas e se beneficiado em ao menos 200 contratos de afretamento de navios celebrados pela Petrobras que somam mais de 6 bilhões de reais. Expediram-se mandados para São Paulo, Rio de Janeiro e Niterói. Segundo a PF, a nova etapa continua investigações que remontam ao começo da Lava Jato, em 2014. Apuram-se crimes de corrupção de agentes públicos, organização criminosa e lavagem de dinheiro. As irregularidades são de responsabilidade da Diretoria de Abastecimento.

## 2020
- 2014
- 1
- 2
- 3
- 4
- 5
- 6
- 7
- 8
- 2015
- 9
- 10
- 11
- 12
- 13
- 14
- 15
- 16
- 17
- 18
- 19
- 20
- 21
- 2016
- 22
- 23
- 24
- 25
- 26
- 27
- 28
- 29
- 30
- 31
- 32
- 33
- 34
- 35
- 36
- 37
- 38
- 2017
- 39
- 40
- 41
- 42
- 43
- 44
- 45
- 46
- 47
- 2018
- 48
- 49
- 50
- 51
- 52
- 53
- 54
- 55
- 56
- 57
- 2019
- 58
- 59
- 60
- 61
- 62
- 63
- 64
- 65
- 66
- 67
- 68
- 69
- 70
- 2020
- 71
- 72
- 73
- 74
- 75
- 76
- 77
- 78
- 2021
- 79
- 80

71.ª fase (Operação Sem Limites II) — Em 18 de junho de 2020, foi deflagrada a operação, que foi um desdobramento da 57ª fase.

72.ª fase (Navegar é Preciso) — Em 19 de agosto de 2020, foi deflagrada nova operação, que resultou na prisão dos empresários e irmãos Germán Efromovich e José Efromovich.

73.ª fase (Ombro a Ombro) — Em 25 de agosto de 2020, a PF, em cooperação com o MPF, deflagrou uma nova fase da operação.

74.ª fase (Sovrapprezzo) — Em 10 de setembro de 2020, foi lançada nos estados de São Paulo e Rio de Janeiro a Operação Sovrapprezzo (em italiano, "sobretaxa" ou "superfaturamento"), que envolve fraudes por sobretaxas à Petrobras por funcionários do Banco Paulista [pt] e propinas no valor de 100 milhões de reais. A PF cumpriu 25 mandados de busca para transações de câmbio comercial na Petrobras entre 2008 e 2011. A Petrobras disse que foi a vítima, e que eles estavam cooperando ativamente e forneceram as informações para os promotores que levaram à emissão dos mandados.  Também estiveram envolvidas as transações cambiais do Banco Paulista durante o mesmo período. As autoridades de lá disseram que sua divisão de câmbio estava "extinta" e que ninguém lá sabia agora o objetivo da investigação atual. A investigação constatou que o Banco Paulista havia movimentado 7,7 bilhões de reais de transações durante o período 2008-2011.

75.ª fase (Boeman) — Em 23 de setembro de 2020, a PF deflagrou nova fase, apurando possíveis fraudes em processo realizado pela estatal para contratação de fornecimento de navios lançadores de linha. Foram cumpridos 25 mandados de busca e apreensão, no Rio de Janeiro, São Paulo e em Sergipe, e foram expedidas ordens para bloqueio de valores até o limite dos prejuízos identificados até o momento. As medidas foram decorrentes do acordo de colaboração premiada de lobistas que atuavam junto a funcionários da Petrobras e agentes políticos com influência na estatal, realizado junto ao MPF.

76.ª fase (Sem Limites III) — Em 7 de outubro de 2020, a PF deflagrou a 76ª fase da operação. Os agentes cumpriram quatro mandados de busca e apreensão na cidade do Rio de Janeiro. As ações, segundo a corporação, tiveram como objetivo aprofundar as investigações sobre práticas criminosas cometidas na diretoria de Abastecimento da Petrobras, especificamente na gerência executiva de Marketing e Comercialização.

77.ª fase (Sem Limites IV) — Em 20 de outubro de 2020, a PF deflagrou a 77ª fase, tendo como alvos ex-funcionários e um atual funcionário da Petrobras suspeitos de receber doze milhões de reais em propina em operações estrangeiras de diesel e querosene de aviação. Os alvos eram ligados à diretoria de Abastecimento da Petrobras e as investigações são desdobramentos de outras três fases da Lava Jato que apuraram pagamento de propina na área de trading da empresa.

78.ª fase (Sem Limites V) - A PF deflagrou em 26 de novembro de 2020, em ação conjunta com o Ministério Público Federal, a Operação Sem Limites 5, que é a 78ª fase da Operação Lava Jato. São cumpridos dois mandados de busca e apreensão em Angra dos Reis e Araruama, ambas no Rio de Janeiro. As ordens judiciais foram expedidas pela 13ª Vara Federal de Curitiba.
A operação busca aprofundar as investigações sobre crimes cometidos na Diretoria de Abastecimento da Petrobras, especificamente na Gerência Executiva de Marketing e Comercialização. O investigado, ex-funcionário da empresa, já foi alvo de medidas judiciais na 57ª fase da Lava Jato e é novamente alvo de mandados de busca e apreensão.

## 2021
79.ª fase (Operação Vernissage) - Em 12 de janeiro de 2021, agentes da PF cumpriram 11 mandados de busca e apreensão. A operação investiga pagamentos de propina em contratos da Transpetro e da Petrobras e lavagem de dinheiro por meio da compra de imóveis e de obras de arte. Entre 2008 e 2014 foram desviados mais de 12 milhões de reais, segundo as investigações. Os mandados judiciais foram expedidos pela 13ª Vara Federal em Curitiba.

80.ª fase (Operação Pseudeia) - Em 11 de fevereiro de 2021, foi deflagrada uma nova fase da operação tendo como alvo o empresário Cláudio Mente. Mente foi alvo de mandados de busca e apreensão. O empresário é investigado pelos crimes de corrupção ativa e passiva, lavagem de dinheiro e associação criminosa. Segundo os investigadores, ele recebeu pagamento do engenheiro Zwi Skornicki, que representava o estaleiro Keppel Fels, a pedido do então tesoureiro do PT, João Vaccari Neto. As investigações apontam que 673 ligações telefônicas entre Cláudio Mente e Vaccari entre outubro de 2010 e março de 2015. De acordo com o MPF, as ligações aconteceram nos dias ou em dias próximos aos pagamentos feitos a Cláudio Mente.